# Латиноамериканская поп-музыка
Латиноамериканская поп-музыка (англ. Latin pop, исп. pop latino) — главный поджанр латиноамериканской музыки.

## Описание

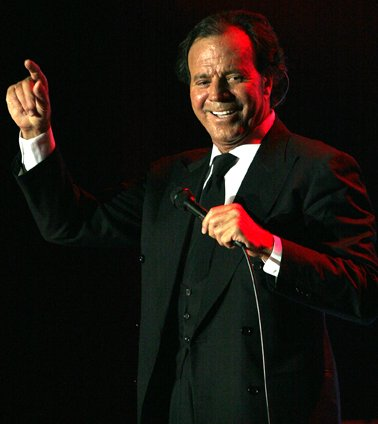
Хулио Иглесиас — один из самых популярных исполнителей жанра в 80-е и 90-е

В основном латиноамериканская поп-музыка исполняется на:
- испанском и португальском языках,
- реже на спанглише (смесь английского и испанского языков),
- в некоторых случаях на английском языке.

Основными инструментами для исполнения латиноамериканской музыки являются:
- испанская гитара,
- аккордеон,
- саксофон,
- африканские барабаны.

Часто в латиноамериканской поп-музыке используются элементы таких латиноамериканскомих жанров как сальса, самба, банда, фламенко, танго и регги. Для латиноамериканской поп-музыки характерен быстрый ритм. Большое влияние на этот жанр оказала африканская музыка и в частности хип-хоп.
В Англии существует лейбл «Heavenly Records», который занимается раскруткой исполнителей,
которые исполняют хип-хоп с элементами латино.

## Стили
- Латин-рок
- Латин-джаз (см. латиноамериканский джаз)

## Влияние на мир музыки

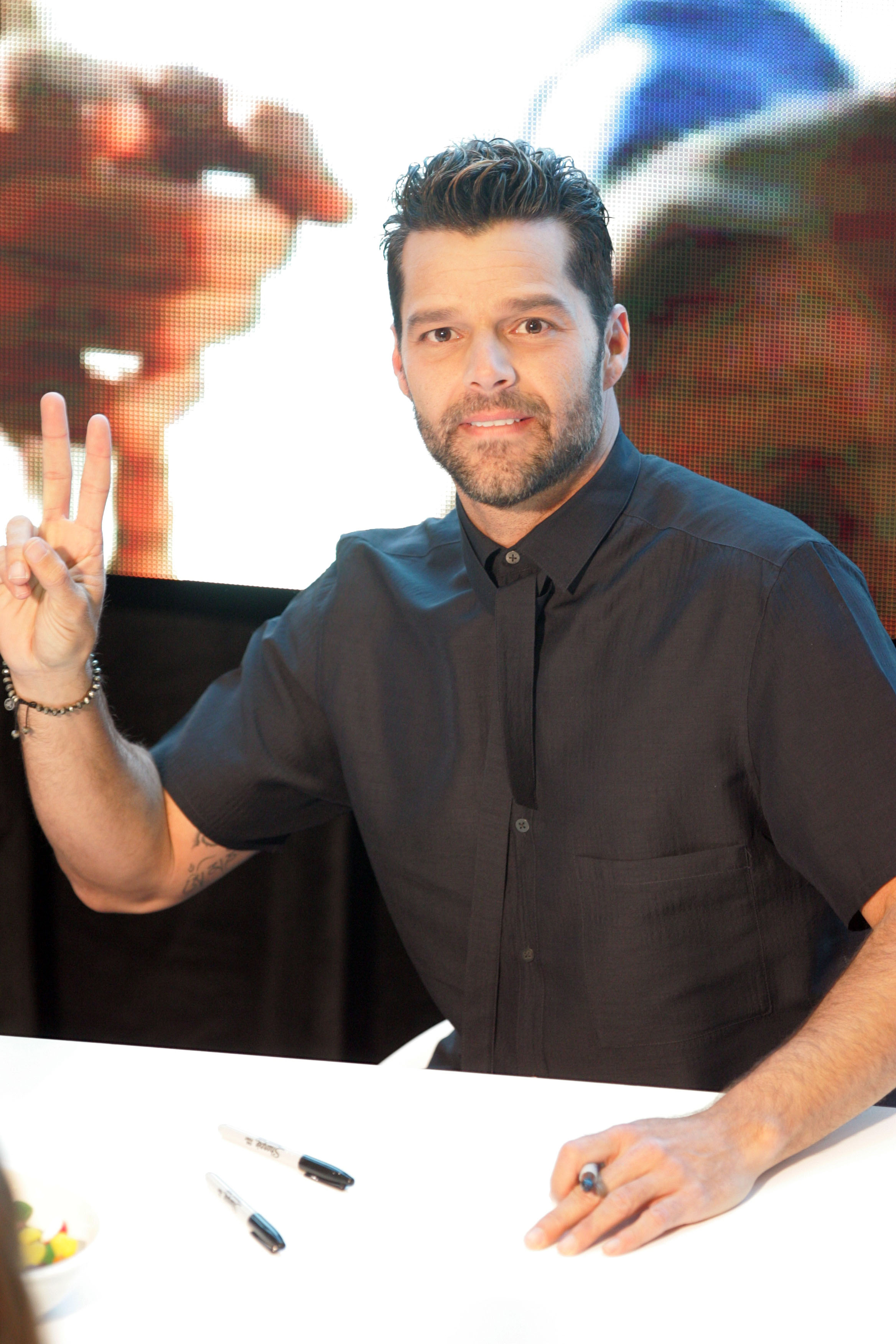
Рики Мартин — международный пуэрто-риканский певец.

До середины XX века латиноамериканская музыка считалась в мире «дикой» или «музыкой дикарей» и исполнялась только в внутри латиноамериканских стран.
Но в 1960-е годы происходит перелом, Ричи Валенс начинает исполнять «музыку дикарей» на большой сцене. Латиноамериканская поп-музыка впервые достигла мировой аудитории благодаря пианисту Сержио Мендесу в середине 1960-х годов.
В 1970-е очень популярными становятся испанские певцы Хулио Иглесиас, Роберту Карлус и певица Глория Эстефан. В 1985 году становится популярным бой-бэнд Menudo, который распадается в 1990 году.
Но пик популярности латиноамериканской музыки приходится на 1997—2003 годы. В 1997 году Хулио Иглесиас выпускает несколько синглов, которые становятся очень популярными в США. Через год Рики Мартин выпускает альбом Vuelve, который был продан тиражом около 8 млн копий. В этом же году выходят синглы Рики Мартина «Maria» и «La Copa de la Vida». Последний был переведён на английский как «The Cup Of Life», и стал официальным гимном Кубка Мира по футболу 1998 года, который проводился во Франции. Рики Мартина называют королем латинской поп-музыки.
В 1999 году выходит сингл «Bailamos» Энрике Иглесиаса и «Dónde Están los Ladrones?» Шакиры, который были на первых местах в США. В этом же году выходит альбом Рики Мартина Ricky Martin, который был куплен тиражом 22 млн экземпляров. В 2000 году выходит альбом Рики Мартина Sound Loaded.
В 2001 году выходят альбомы Escape Энрике Иглесиаса и Laundry Service Шакиры, которые были проданы тиражом более 10 млн экземпляров по всему миру.
В 2002 выходит сингл Энрике Иглесиаса «Love to See You Cry», который занимает первые места в чартах США. В 2003 году выходит альбом Рики Мартина «Almas del Silencio», который вошёл в «десятку» лучших альбомов 2003 года.
На 2004—2007 года приходится спад интереса к латиноамериканской музыке, но в 2007 году Энрике Иглесиас и Хулио Иглесиас выпустили по альбому, синглы с которых стали популярными, что вернуло латиноамериканской музыке былую известность. Не только Рики Мартин, Шакира и Хулио и Энрике Иглесиас сделали латиноамериканскую музыку популярной, но и многие другие. Самые популярные из них: Селена, Луис Мигель, Дженнифер Лопес и другие.
Не только уроженцы латиноамериканских стран выпускали синглы в стиле латино, но и мировые звёзды:
- Мадонна — «La Isla Bonita»
- Cher — «Dov’è l’amore»
- Паулина Рубио — «Y Yo Sigo Aquí (Sexual Lover)»
- Shakira & Alejandro Sanz — «La Tortura»
- Spice Girls — «Spice Up Your Life»
- Thomas Anders — Barcos de cristal (также альбом с тем же названием)
- Selena Gomez — «Revelación»